# Casa de Saúde do Telhal
A Casa de Saúde do Telhal é uma unidade de saúde especializada em Psiquiatria, Saúde Mental e Reabilitação Psicossocial, situada no Telhal, concelho de Sintra, em Portugal. Fundada pelo padre Bento Menni, em junho de 1893, é o centro assistencial mais antigo da Ordem Hospitaleira de São João de Deus em Portugal.
Presta cuidados de saúde a cerca de 469 utentes integrados em 7 unidades de longo internamento, 2 clínicas especializadas (psiquiatria aguda/sub-aguda e alcoologia) e 9 unidades de reabilitação psicossocial; tem ainda um serviço de consulta externa.

## História
A Casa de Saúde do Telhal foi fundada no contexto da restauração da Província Portuguesa da Ordem Hospitaleira de São João de Deus no final do século XIX, tendo sido o seu principal obreiro o padre Bento Menni, entretanto canonizado. Ao comprar-se a propriedade da Quinta do Telhal à família Van Zeller em 1893 (que, ao saber dos fins a que se destinava, facilitou significativamente o pagamento inicialmente proposto), propunha-se fundar uma casa de saúde para doentes mentais e, em simultâneo, criar o Noviciado da Ordem Hospitaleira para jovens portugueses. Inicialmente sustentada por esmolas e assegurando assistência gratuita apesar da escassez dos recursos, só mais tarde foram admitidos alguns pensionistas, tendo a comparticipação destes permitido prestar maior e melhor ajuda.
Aquando da Implantação da República em 1910, e no ambiente anticlerical da Primeira República, o Telhal, como as outras casas religiosas, viveu um período de incerteza. Para a atividade dos Irmãos pudesse continuar a desenvolver-se apesar dos condicionalismos impostos, foi importante a visita de Afonso Costa que se impressionou fortemente ao encontrar internado um ex-colega da Universidade, mudando a sua atuação perante a Ordem. O governo da República viria mesmo a solicitar os serviços da Casa de Saúde do Telhal para prestar assistência aos militares regressados da frente de batalha da Primeira Guerra Mundial mentalmente perturbados; os Irmãos foram, assim, incorporados no Serviço de Saúde Militar sem terem de sair de casa. As pensões pagas pelos militares internados naquela altura permitiram a expansão das instalações, nomeadamente o Pavilhão de São José que tinha instalações modelares para a época, tendo sido considerado o melhor serviço da Europa para pessoas com doença mental.
A par dos avanços terapêuticos que se desenvolviam em estabelecimentos similares no estrangeiro, também a malarioterapia e a eletroconvulsoterapia foram quase vanguardisticamente usados na Casa de Saúde do Telhal: a terapêutica convulsionante foi aí iniciada, por Diogo Furtado, em 1936; ainda na década de 30, Egas Moniz e Almeida Lima aí efetuaram leucotomias aos doentes internados.
Das mãos do seu diretor clínico, Luís Cebola, surgiu o Museu da Loucura, o primeiro a ser instituído no país e um dos primeiros que se fundaram na Europa, em 1920. Mais tarde veio a chamar-se "Museu Ergoterápico", e continua atualmente como o "Museu S. João de Deus – Psiquiatria e História", inaugurado a 8 de Março de 2009.